# Dhapa
Dhapa (nep. धापा) – gaun wikas samiti w zachodniej części Nepalu w strefie Karnali w dystrykcie Jumla. Według nepalskiego spisu powszechnego z 2001 roku liczył on 231 gospodarstw domowych i 1234 mieszkańców (620 kobiet i 614 mężczyzn).